# Frontières (film, 1984)
Pour les articles homonymes, voir Frontière (homonymie).
Pour plus de détails, voir Fiche technique et Distribution.
Frontières (néerlandais : De grens) est un thriller néerlandais écrit et réalisé par Leon de Winter (nl) et sorti en 1984.
Le film est présenté au Festival de Cannes 1984 dans la section Un certain regard.

## Synopsis
Un journaliste néerlandais (Leysen) se rend au Portugal pour interviewer un terroriste. Quelque part dans un village de l'intérieur du pays, tout ne semble pas se dérouler comme prévu.

## Fiche technique
- Titre français : Frontières[2],[1]
- Titre original : De grens[3]
- Réalisation : Leon de Winter (nl)
- Scénario : Leon de Winter (nl)
- Montage : Ine Schenkkan
- Musique : Boudewijn Tarenskeen (nl)
- Production : De Eerste Amsterdamse Filmassociatie van 1980
- Pays de production :  Pays-Bas
- Langue originale : néerlandais
- Format : couleurs
- Durée : 100 minutes
- Genre : thriller
- Dates de sortie : 
  - France : 20 mai 1984
  - Pays-Bas : 20 septembre 1984

## Distribution
- Johan Leysen - Hans Deitz
- Linda van Dyck - Marleen Ruyter
- Angela Winkler - Rosa Clement
- André Dussollier - Marcel Boas
- Héctor Alterio - Andras Menzo
- Mariana Rey Monteiro - La mère de Sabino
- Cecília Guimarães - Propriétaire de la pension
- Paula Guedes - Interrogatrice
- Isabel Ribeiro - Épouse de Marcel
- José María Blanco
- Rui Cardoso
- Rosa Clement
- Hans Deitz
- Helena Isabel